# Strato limite
Nell'ambito dei fenomeni di trasporto, lo strato limite (in inglese boundary layer) indica una zona adiacente ad una interfase in corrispondenza della quale si ha una brusca variazione di una grandezza fisica, che può essere la velocità, la temperatura, o la concentrazione.

## Tipi di strato limite

Strato limite

A seconda di quale grandezza fisica varia in prossimità dello strato limite, si parla rispettivamente di:
- strato limite di quantità di moto: in fluidodinamica, lo strato limite di quantità di moto è lo strato di fluido nelle immediate vicinanze di una superficie solida in cui la velocità varia da zero (a contatto con il corpo) fino al valore della corrente fluida indisturbata (nel bulk del fluido). In idrostatica, lo strato limite rappresenta lo strato di liquido, di spessore comparabile con la larghezza molecolare, appena sotto lo strato dove avviene il passaggio di fase;
- strato limite termico: concetto utilizzato nel trasporto di calore.
- strato limite di materia: concetto utilizzato nel trasporto di materia (ad esempio dalla teoria del film).

Questi tre concetti vengono studiati dalla teoria dello strato limite in modo indistinto, ma riguardano diverse applicazioni. Il concetto di strato limite di quantità di moto viene applicato nell'ambito della fluidodinamica; il concetto di strato limite di materia viene applicato nell'ambito della reattoristica e del trasporto tra fasi; il concetto di strato limite di calore viene applicato nell'ambito del trasporto di calore.

## Determinazione dello spessore dello strato limite
Le correlazioni che permettono di ricavare lo spessore dello strato limite sono differenti a seconda che il sistema in esame sia in condizioni di regime turbolento o regime laminare.
Esistono delle analogie (come l'analogia di Chilton-Colburn) che permettono di ricavare lo spessore di uno strato limite (ad esempio di materia) dalla conoscenza dello spessore di un altro tipo di strato limite (ad esempio di quantità di moto).